# Marie Anne Victoire Pigeon
Pour les articles homonymes, voir Pigeon (homonymie).
Marie Anne Victoire Pigeon d'Osangis, dite madame de Prémontval après son mariage, née à Paris en 1724 et décédée à Berlin le 24 avril 1765, est une mathématicienne française.

## Biographie
Elle présenta dès l'enfance des prédispositions pour les sciences, que son père, Jean Pigeon, développa d'abord lui-même. Il lui fit ensuite donner des leçons par Pierre Le Guay de Prémontval qui avait été son propre élève.
En 1752, Marie Anne Victoire Pigeon est nommée lectrice de la princesse de Gillelmine de Prusse (épouse du prince Henri, frère du roi).
Pierre Le Guay de Prémontval s'éprend de son élève et, en 1760, la convainc de le suivre en Suisse d'abord puis à Berlin où ils vivent et meurent tous les deux.
Elle est citée, avec son époux, dans Jacques le Fataliste de Diderot. Et, selon J. Assézat, c'est à elle que s'adresse la dédicace des Mémoires sur différents sujets de mathématiques de Diderot.

## Œuvres
- Le méchaniste (sic) philosophe ou Mémoire contenant plusieurs particularités de la vie et des ouvrages du sieur Jean Pigeon [son père], La Haye, 1750.

## Source
Cet article s'inspire de celui disponible dans Joseph Fr. Michaud, Louis Gabriel Michaud, Biographie universelle, ancienne et moderne (...), Michaud frères, 1823, tome 36, p. 47.